# Кавказский календарь
«Кавка́зский календа́рь» (рус. дореф. «Кавказскій календарь») — ежегодное издание в Российской империи, выходившее в Тифлисе с 1845 по 1916 годы. Являлся первым серийным справочником по Кавказу.

## История
«Кавказский календарь» был первым серийным справочником по Кавказу. Издавался в Тифлисе. Первый его выпуск был издан в 1845 году типографией Главного управления Закавказским краем. Выходил раз в год (на следующий год).
В «Кавказском календаре» помещалось большое количество этнографических и исторических материалов. Рассматривались вопросы народного образования, сельскохозяйственных культур, помещались сведения о нравах кавказских народов, их вероисповеданиях и многое другое. Кроме того, присутствовал, так называемый, раздел «Хронологическое показание», содержащий хронологический перечень значимых дат в истории Кавказа начиная с древнейших времён. Значительное место в нём также уделялось статистическим (включая данные о численности населения края), справочным и адресным сведениям о Кавказском крае, включая Дагестанскую, Кубанскую и Терскую области, а также Черноморскую и Ставропольскую губернии.
«Кавказский календарь» пользовался огромным интересом у населения. Как отмечал корреспондент газеты «Кавказ», ― «Народ каждый год с нетерпением ожидает очередного „Кавказского календаря“». Его также использовали в качестве путеводителя и необходимого справочника путешественники, исследователи и различные лица, командированные на Кавказ.
Последний выпуск «Кавказского календаря» вышел в 1916 году.

## Редакторы
Редакторами «Кавказского календаря» в разное время были — К. А. Задолинный (1867—1868), главный редактор Кавказского статистического комитета Н. К. Зейдлиц (1869), П. Н. Роборовский (1870—1878), действительный статский советник Н. А. Шавров (1879—1881), старший редактор статистического отдела при статистическом комитете коллежский (с 1891 — статский) советник Е. И. Кондратенко (1885—1904), старший редактор Статистического отдела Д. Д. Пагирев (1905—1907), вице-директор канцелярии В. В. Стратонов (1908—1909), А. А. Эльзенгер (1912—1914), Н. П. Стельмащук (1912—1916).

## Иллюстрация

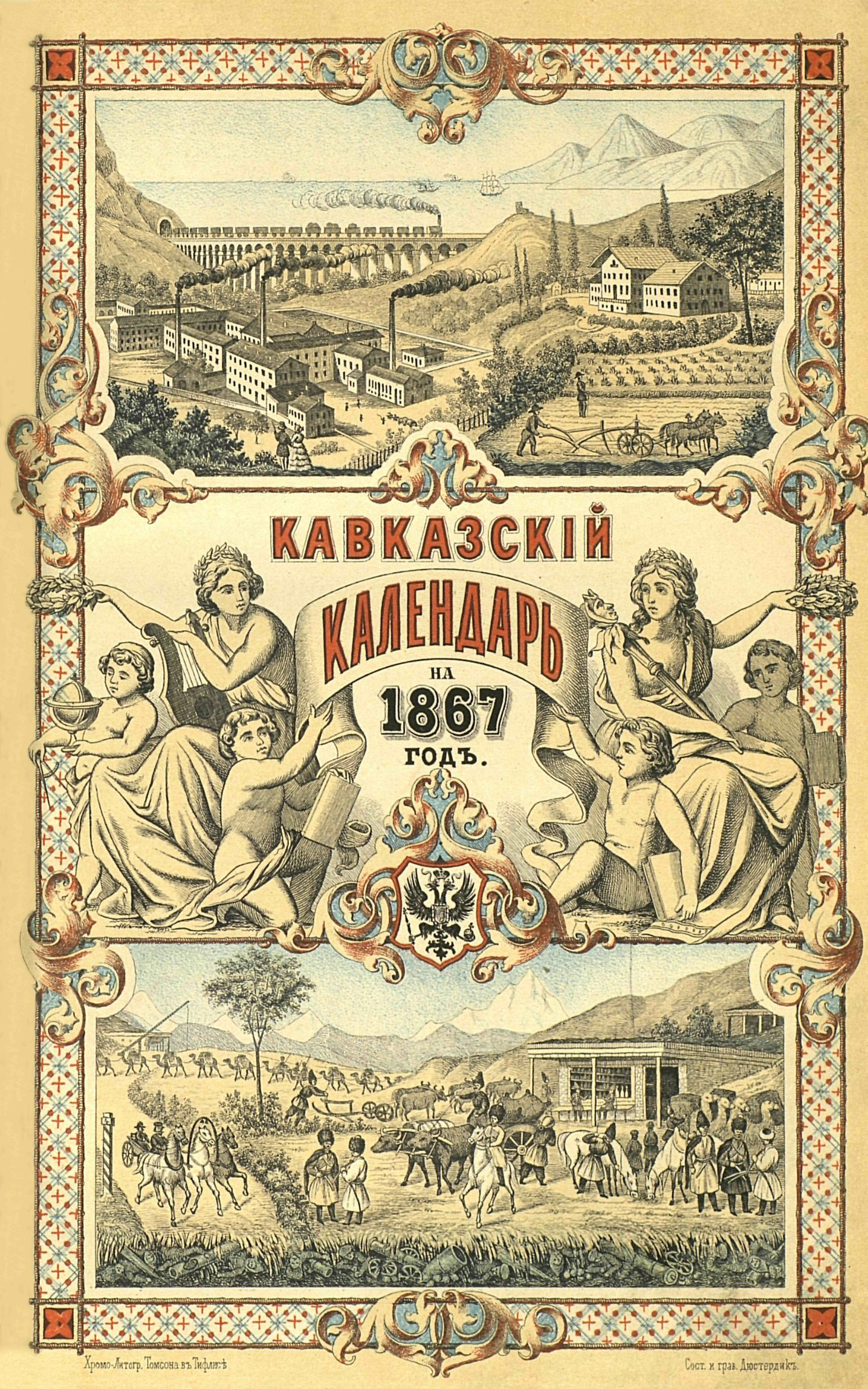
на 1867 год
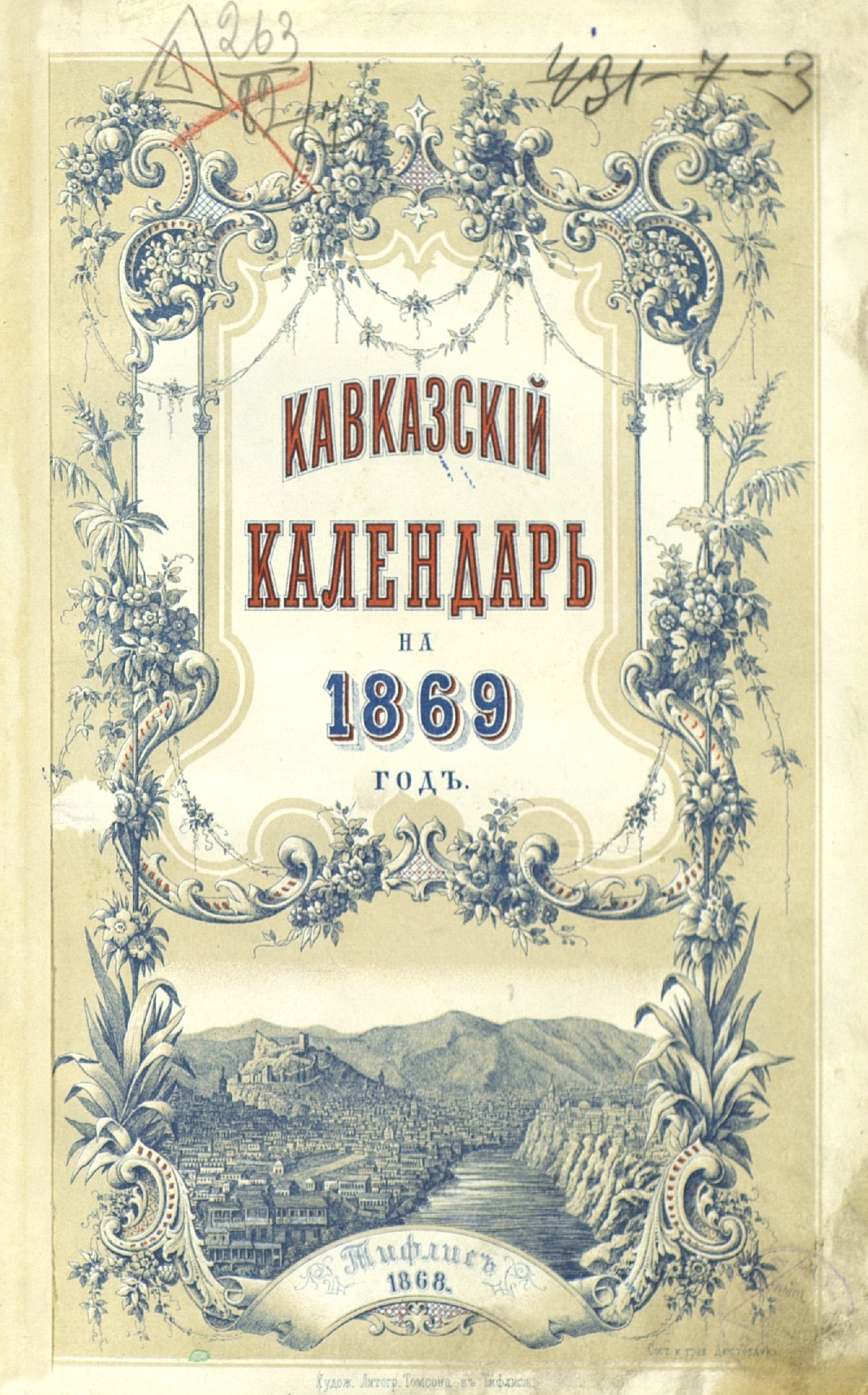
на 1869 год
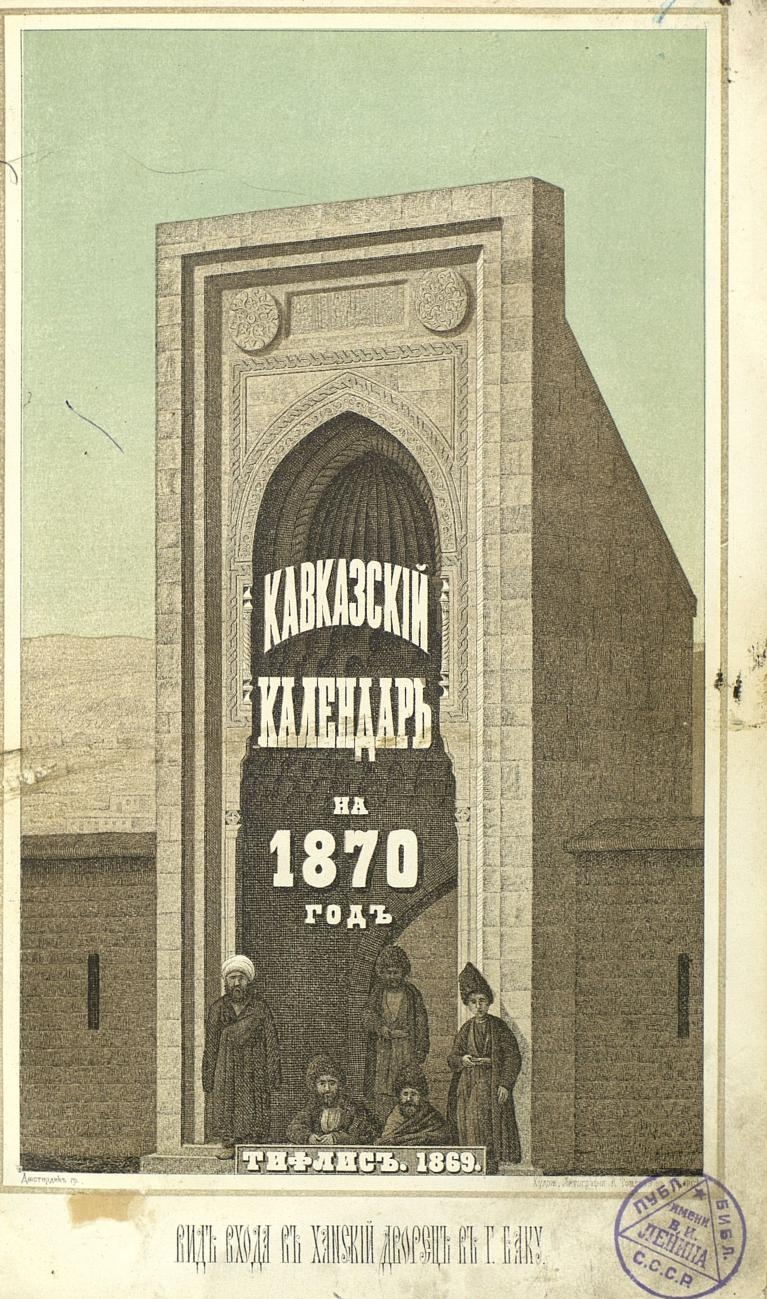
на 1870 год
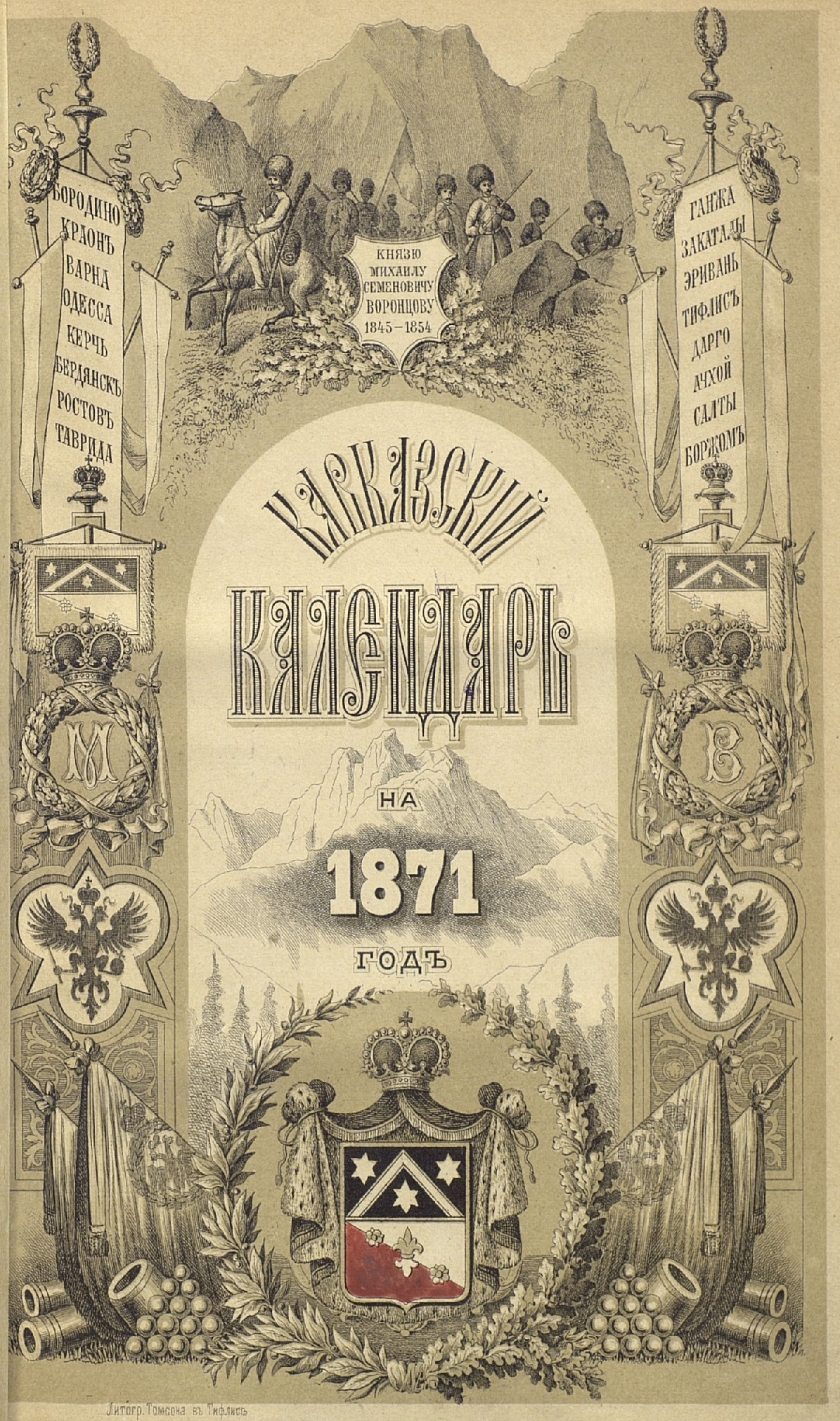
на 1871 год
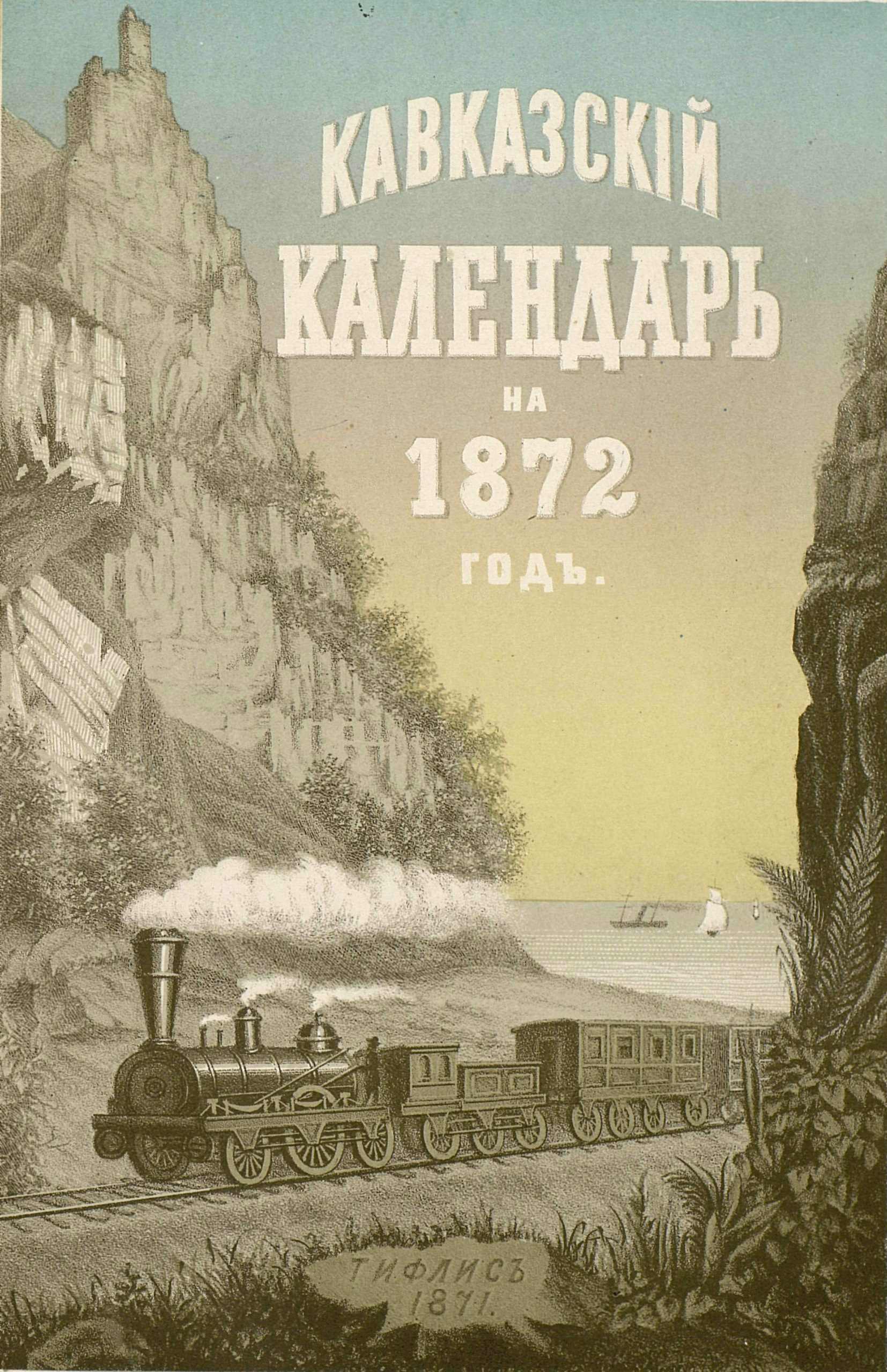
на 1872 год
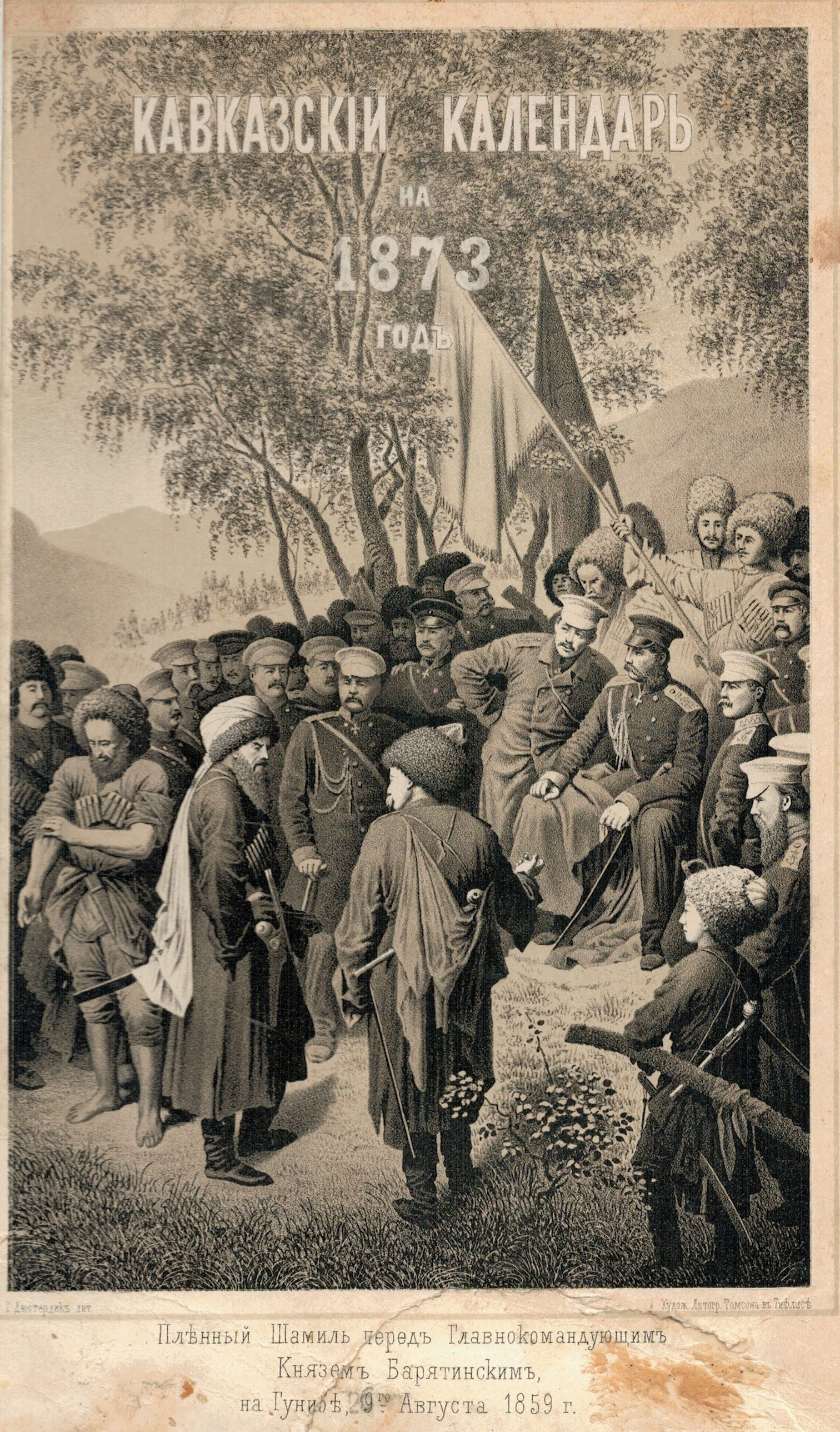
на 1873 год
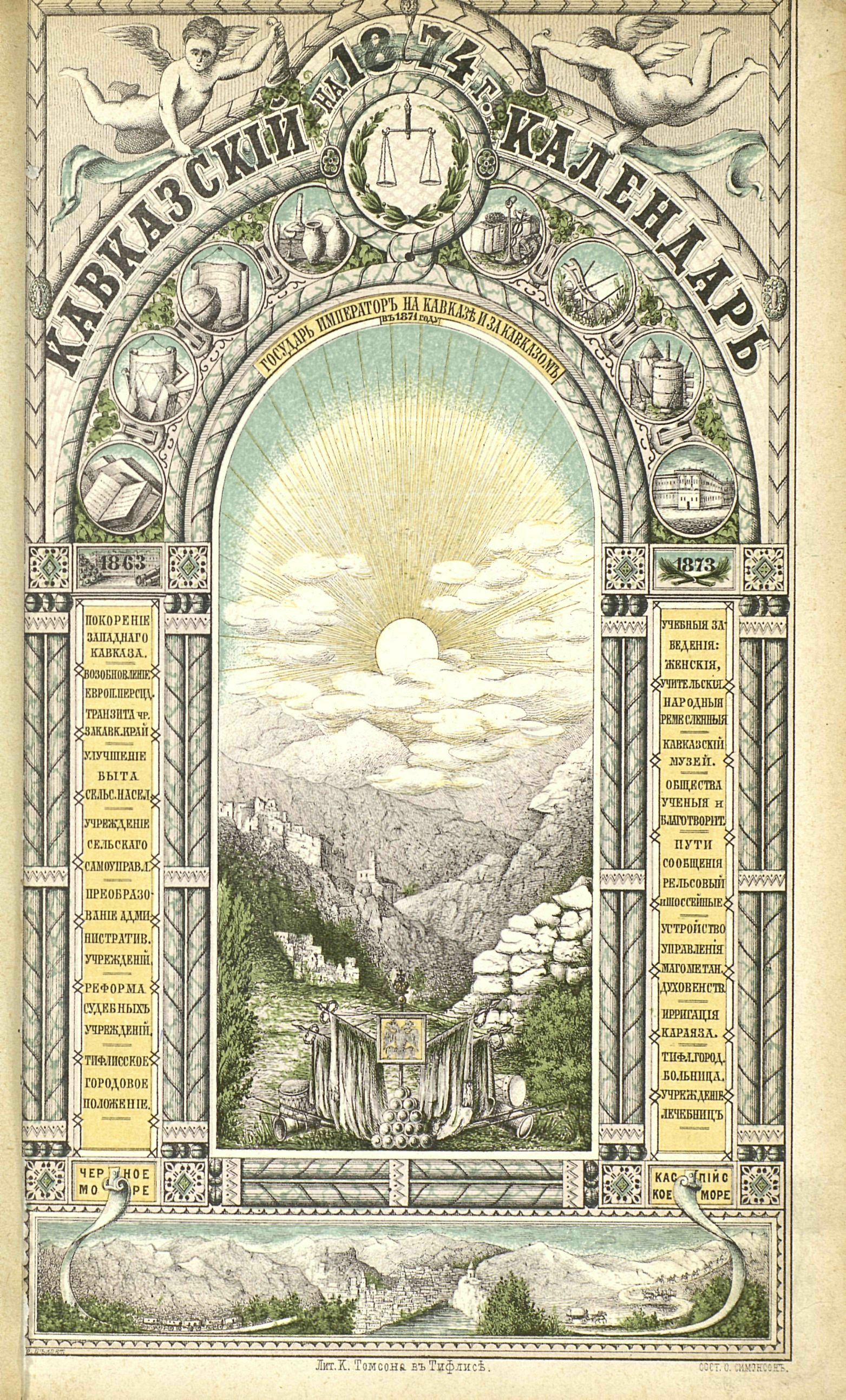
на 1874 год
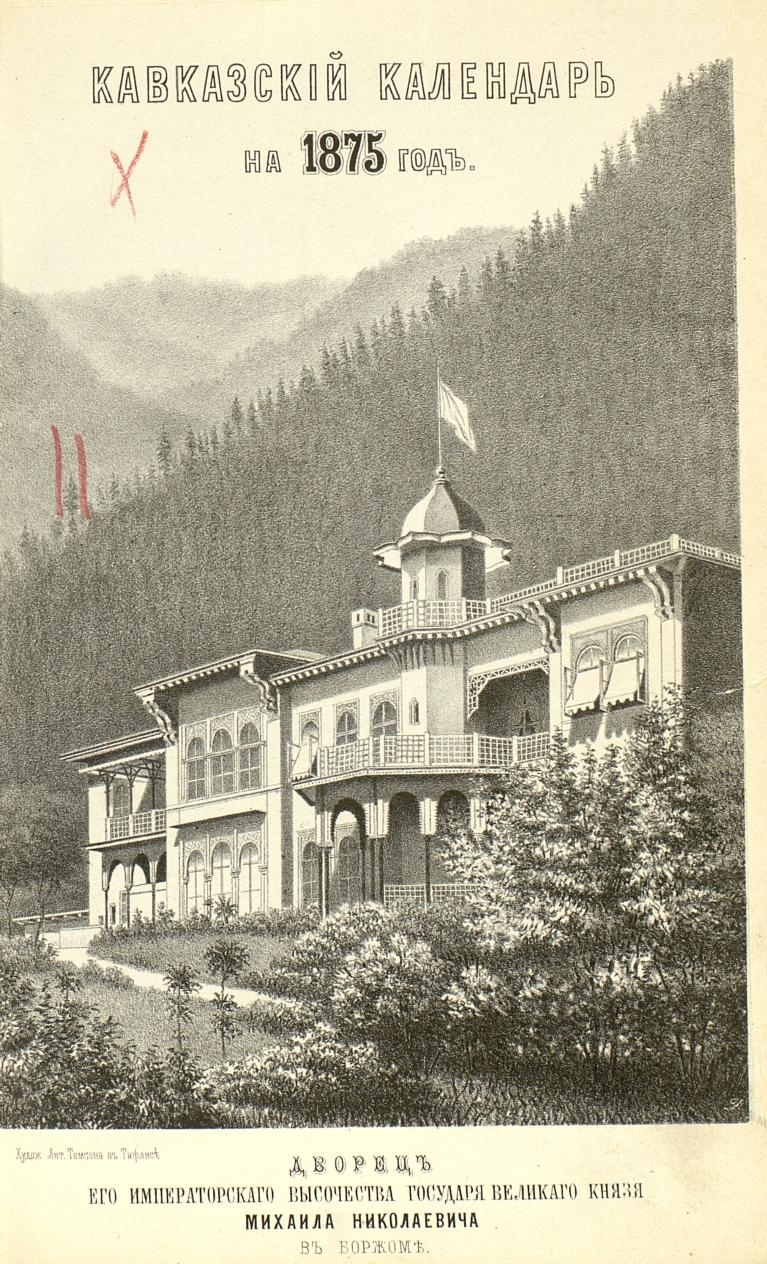
на 1875 год
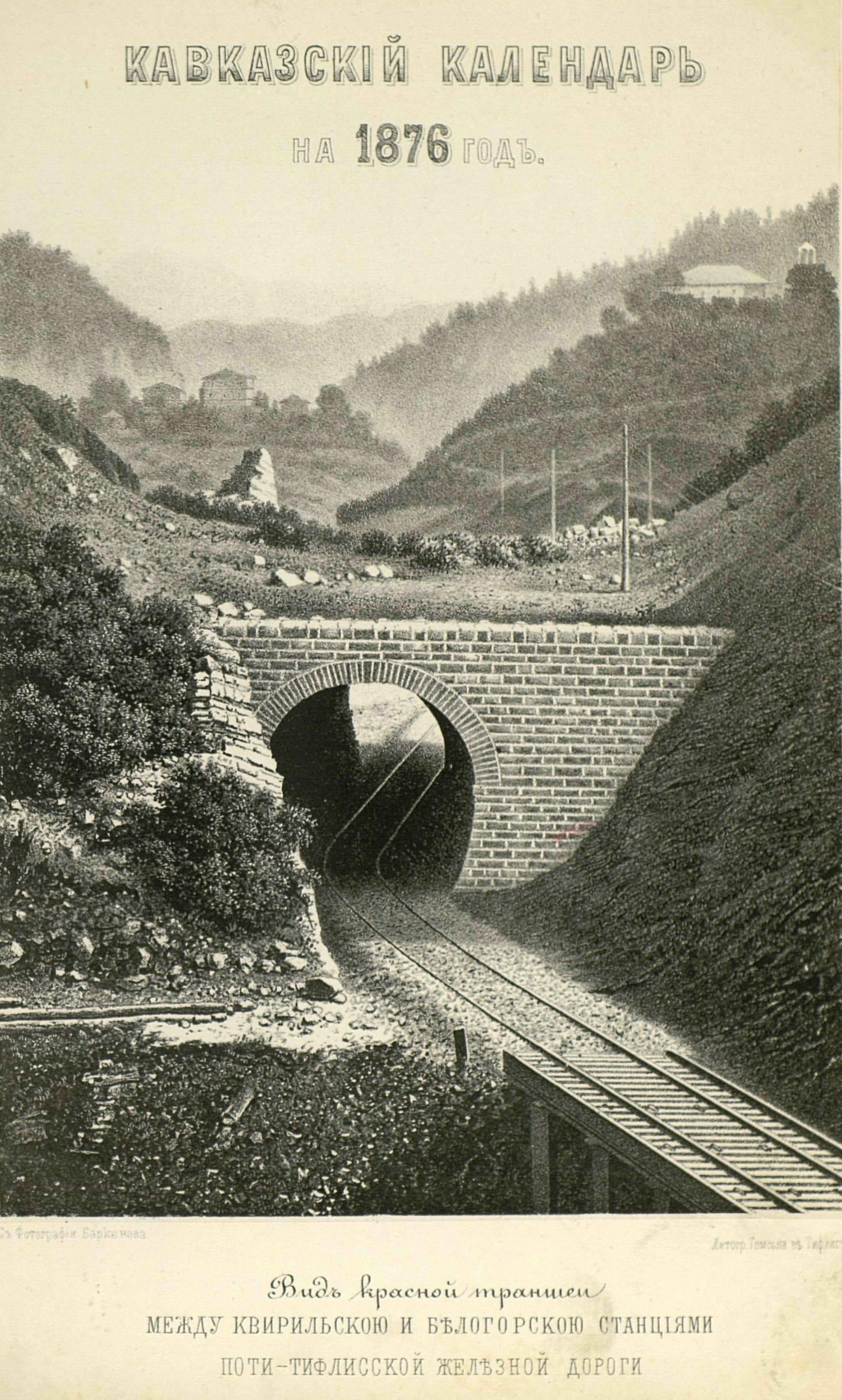
на 1876 год
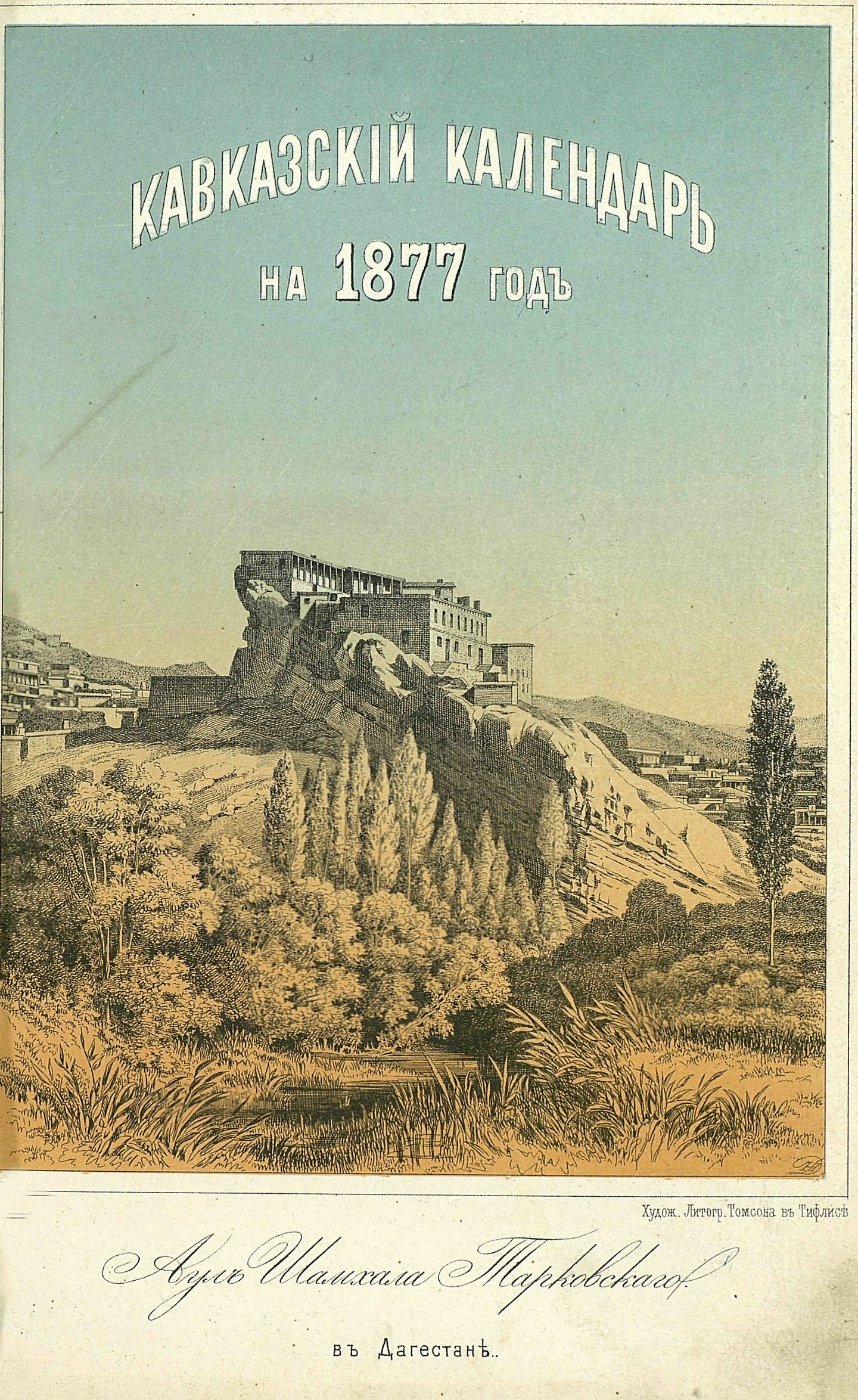
на 1877 год
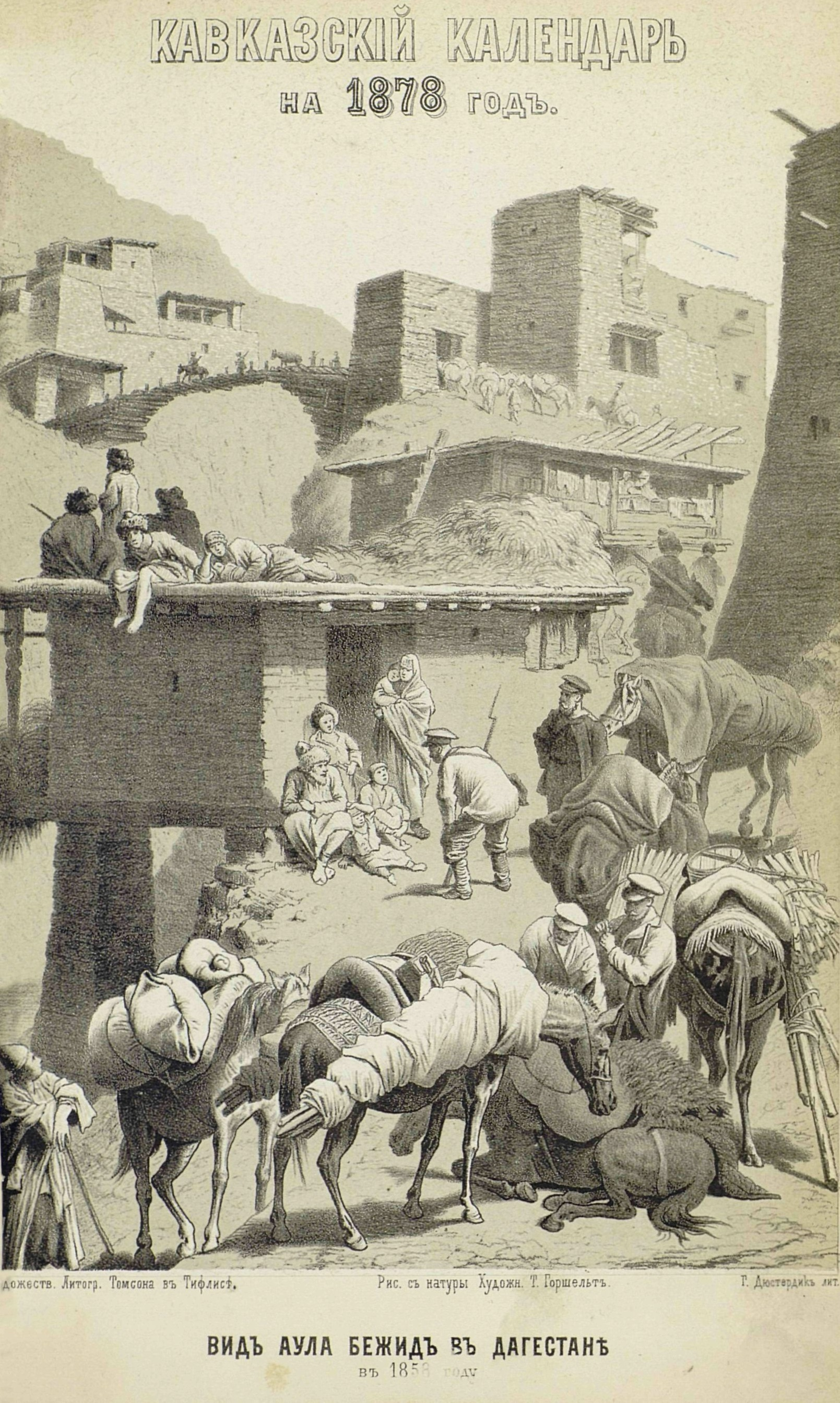
на 1878 год

## Список выпусков
- 1845 — Кавказский календарь на 1846 год. (Тип. Главного управления Закавказским краем)
- 1846 — Кавказский календарь на 1847 год. (Тип. Канцелярии наместника кавказского)
- 1847 — Кавказский календарь на 1848 год. (Тип. Канцелярии наместника кавказского)
- 1848 — Кавказский календарь на 1849 год. (Тип. Канцелярии наместника кавказского)
- 1849 — Кавказский календарь на 1850 год. (Тип. Канцелярии наместника кавказского)
- 1850 — Кавказский календарь на 1851 год. (Тип. Канцелярии наместника кавказского)
- 1851 — Кавказский календарь на 1852 год. (Тип. Канцелярии наместника кавказского)
- 1852 — Кавказский календарь на 1853 год. (Тип. Канцелярии наместника кавказского)
- 1853 — Кавказский календарь на 1854 год. (Тип. Канцелярии наместника кавказского)
- 1854 — Кавказский календарь на 1855 год. (Тип. Канцелярии наместника кавказского)
- 1855 — Кавказский календарь на 1856 год. (Тип. Канцелярии наместника кавказского)
- 1856 — Кавказский календарь на 1857 год. (Тип. Канцелярии наместника кавказского)
- 1857 — Кавказский календарь на 1858 год. (Тип. Канцелярии наместника кавказского)
- 1858 — Кавказский календарь на 1859 год. (Тип. Главного управления наместника кавказского)
- 1859 — Кавказский календарь на 1860 год. (Тип. Главного управления наместника кавказского)
- 1860 — Кавказский календарь на 1861 год. (Тип. Главного управления наместника кавказского)
- 1861 — Кавказский календарь на 1862 год. (Тип. Главного управления наместника кавказского)
- 1862 — Кавказский календарь на 1863 год. (Тип. Главного управления наместника кавказского)
- 1863 — Кавказский календарь на 1864 год. (Тип. Главного управления наместника кавказского)
- 1864 — Кавказский календарь на 1865 год. (Тип. Главного управления наместника кавказского)
- 1865 — Кавказский календарь на 1866 год. (Тип. Главного управления наместника кавказского)
- 1866 — Кавказский календарь на 1867 год. (Тип. Главного управления наместника кавказского)
- 1867 — Кавказский календарь на 1868 год. (Тип. Главного управления наместника кавказского)
- 1868 — Кавказский календарь на 1869 год. (Тип. Главного управления наместника кавказского)
- 1869 — Кавказский календарь на 1870 год. (Тип. Главного управления наместника кавказского)
- 1870 — Кавказский календарь на 1871 год. (Тип. Главного управления наместника кавказского)
- 1871 — Кавказский календарь на 1872 год. (Тип. Главного управления наместника кавказского)
- 1872 — Кавказский календарь на 1873 год. (Тип. Главного управления наместника кавказского)
- 1873 — Кавказский календарь на 1874 год. (Тип. Главного управления наместника кавказского)
- 1874 — Кавказский календарь на 1875 год. (Тип. Главного управления наместника кавказского)
- 1875 — Кавказский календарь на 1876 год. (Тип. Главного управления наместника кавказского)
- 1876 — Кавказский календарь на 1877 год. (Тип. Главного управления наместника кавказского)
- 1877 — Кавказский календарь на 1878 год. (Тип. Главного управления наместника кавказского)
- 1878 — Кавказский календарь на 1879 год. (Тип. Главного управления наместника кавказского)
- 1879 — Кавказский календарь на 1880 год. (Тип. Главного управления наместника кавказского)
- 1880 — Кавказский календарь на 1881 год. (Тип. Главного управления наместника кавказского)
- 1881 — Кавказский календарь на 1882 год. (Тип. Главного управления Главноначальствующего гражданской частью на Кавказе)
- 1882 — Кавказский календарь на 1883 год. (Тип. Главного управления Главноначальствующего гражданской частью на Кавказе)
- 1883 — Кавказский календарь на 1884 год. (Тип. Канцелярии Главноначальствующего гражданской частью на Кавказе)
- 1884 — Кавказский календарь на 1885 год. (Тип. Канцелярии Главноначальствующего гражданской частью на Кавказе)
- 1885 — Кавказский календарь на 1886 год. (Тип. Канцелярии Главноначальствующего гражданской частью на Кавказе)
- 1886 — Кавказский календарь на 1887 год. (Тип. Канцелярии Главноначальствующего гражданской частью на Кавказе)
- 1887 — Кавказский календарь на 1888 год. (Тип. Канцелярии Главноначальствующего гражданской частью на Кавказе)
- 1888 — Кавказский календарь на 1889 год. (Тип. Канцелярии Главноначальствующего гражданской частью на Кавказе)
- 1889 — Кавказский календарь на 1890 год. (Тип. Канцелярии Главноначальствующего гражданской частью на Кавказе)
- 1890 — Кавказский календарь на 1891 год. (Тип. Канцелярии Главноначальствующего гражданской частью на Кавказе)
- 1891 — Кавказский календарь на 1892 год. (Тип. Канцелярии Главноначальствующего гражданской частью на Кавказе и Я. К. Мансветова)
- 1892 — Кавказский календарь на 1893 год. (Тип. Канцелярии Главноначальствующего гражданской частью на Кавказе, Грузинского издательского товарищества Либермана и Козловского)
- 1893 — Кавказский календарь на 1894 год. (Тип. Грузинского издательского товарищества и Мартиросянца)
- 1894 — Кавказский календарь на 1895 год. (Тип. Грузинского издательского товарищества)
- 1895 — Кавказский календарь на 1896 год. (Тип. Грузинского издательского товарищества и Мартиросянца)
- 1896 — Кавказский календарь на 1897 год. (Тип. Грузинского издательского товарищества и М. Шарадзе)
- 1897 — Кавказский календарь на 1898 год. (Тип. Шарадзе и Мартиросянца)
- 1898 — Кавказский календарь на 1899 год. (Тип. М. Шарадзе и К°)
- 1899 — Кавказский календарь на 1900 год. (Тип. М. Шарадзе и К°)
- 1900 — Кавказский календарь на 1901 год. (Тип. М. Шарадзе и К°)
- 1901 — Кавказский календарь на 1902 год. (Тип. Я. И. Либермана, К. И. Мартиросянца и Грузинского издательского товарищества)
- 1902 — Кавказский календарь на 1903 год. (Тип. A. В. Кутателадзе)
- 1903 — Кавказский календарь на 1904 год. (Тип. A. В. Кутателадзе)
- 1904 — Кавказский календарь на 1905 год. (Тип. A. В. Кутателадзе)
- 1905 — Кавказский календарь на 1906 год. (Тип. A. В. Кутателадзе)
- 1906 — Кавказский календарь на 1907 год. (Тип. К. П. Козловского)
- 1907 — Кавказский календарь на 1908 год. (Тип. К. П. Козловского)
- 1908 — Кавказский календарь на 1909 год. (Тип. Канцелярии наместника Е. И. В. на Кавказе, Е. А. Либермана и К. П. Козловского)
- 1909 — Кавказский календарь на 1910 год. (Тип. и переплётная товарищества «Либерман и К°»)
- 1910 — Кавказский календарь на 1911 год. (Тип. Канцелярии наместника Е. И. В. на Кавказе)
- 1911 — Кавказский календарь на 1912 год. (Тип. Канцелярии наместника Е. И. В. на Кавказе)
- 1912 — Кавказский календарь на 1913 год. (Тип. Канцелярии наместника Е. И. В. на Кавказе)
- 1913 — Кавказский календарь на 1914 год. (Тип. Канцелярии наместника Е. И. В. на Кавказе)
- 1914 — Кавказский календарь на 1915 год. (Тип. Канцелярии наместника Е. И. В. на Кавказе)
- 1915 — Кавказский календарь на 1916 год. (Тип. Канцелярии наместника Е. И. В. на Кавказе)
- 1916 — Кавказский календарь на 1917 год. (Тип. Канцелярии наместника Е. И. В. на Кавказе)